# Central Football Club
Actualités
Le Central Football Club est un club professionnel de football basé à Couva à Trinidad-et-Tobago. Il évolue actuellement au sein de la TT Pro League, le championnat élite de Trinité-et-Tobago.

## Historique
Le Central FC a été fondé le 25 juillet 2012 avec l'ambition de devenir un grand club de Trinité-et-Tobago ainsi qu'un club actif au sein de la communauté locale.
L'ancien joueur international trinidadien Brent Sancho fut désigné président du club.
- 2012 : Création de l'équipe.
- 2015 : Premier titre de champion de Trinité-et-Tobago

## Palmarès
- CFU Club Championship (2)
  - Vainqueur en 2015 et 2016

- Championnat de Trinité-et-Tobago (3)
  - Champion en 2014-2015 et 2015-2016, 2016-2017.

## Anciens joueurs notables
- Stern John
- Kenwyne Jones
- Marvin Phillip
- Jan-Michael Williams
- Jamal Jack